# Extreme 40

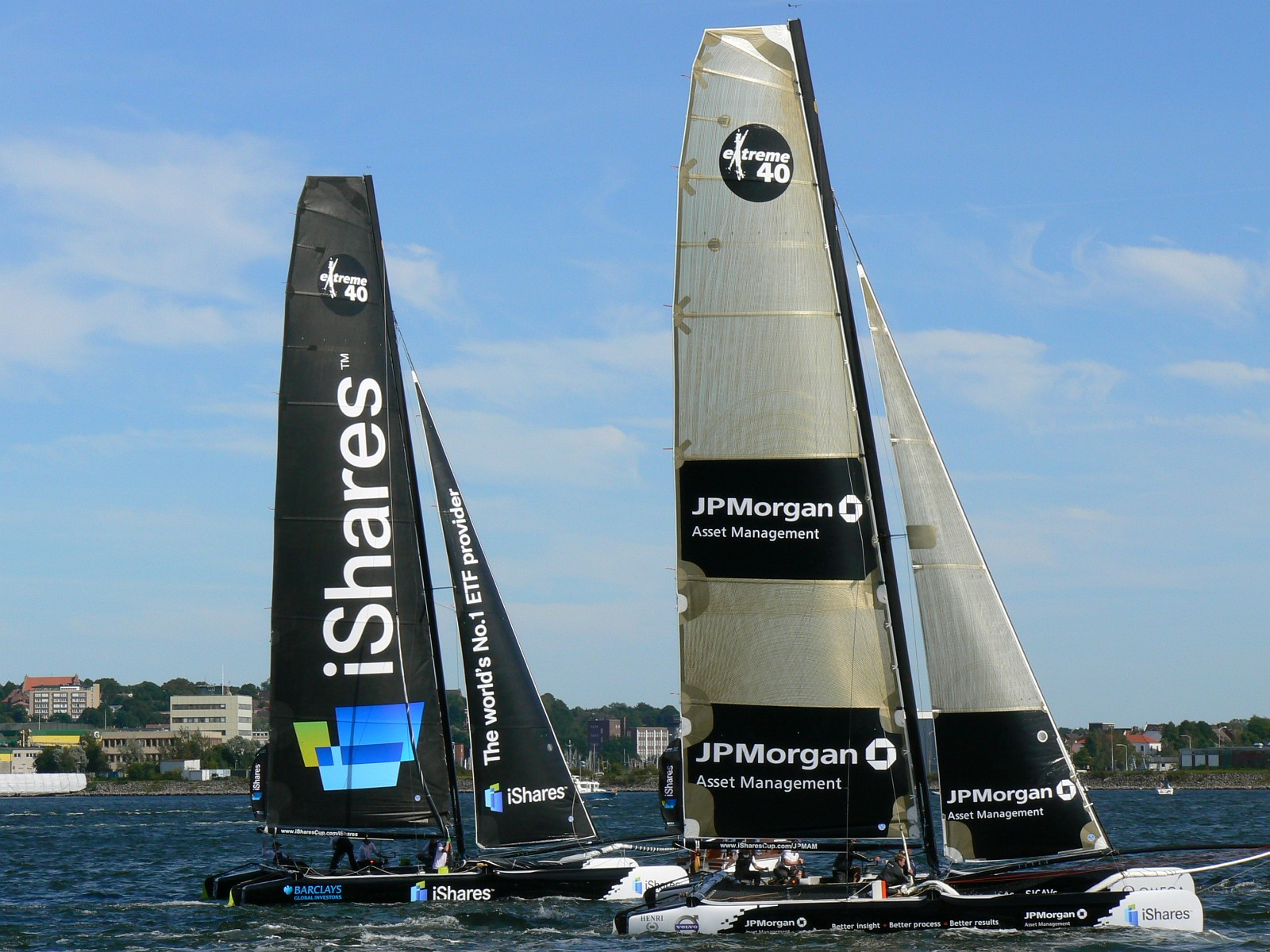
Extreme 40 catamarans bij de iSharesCup 2008 in de Kieler Fjord

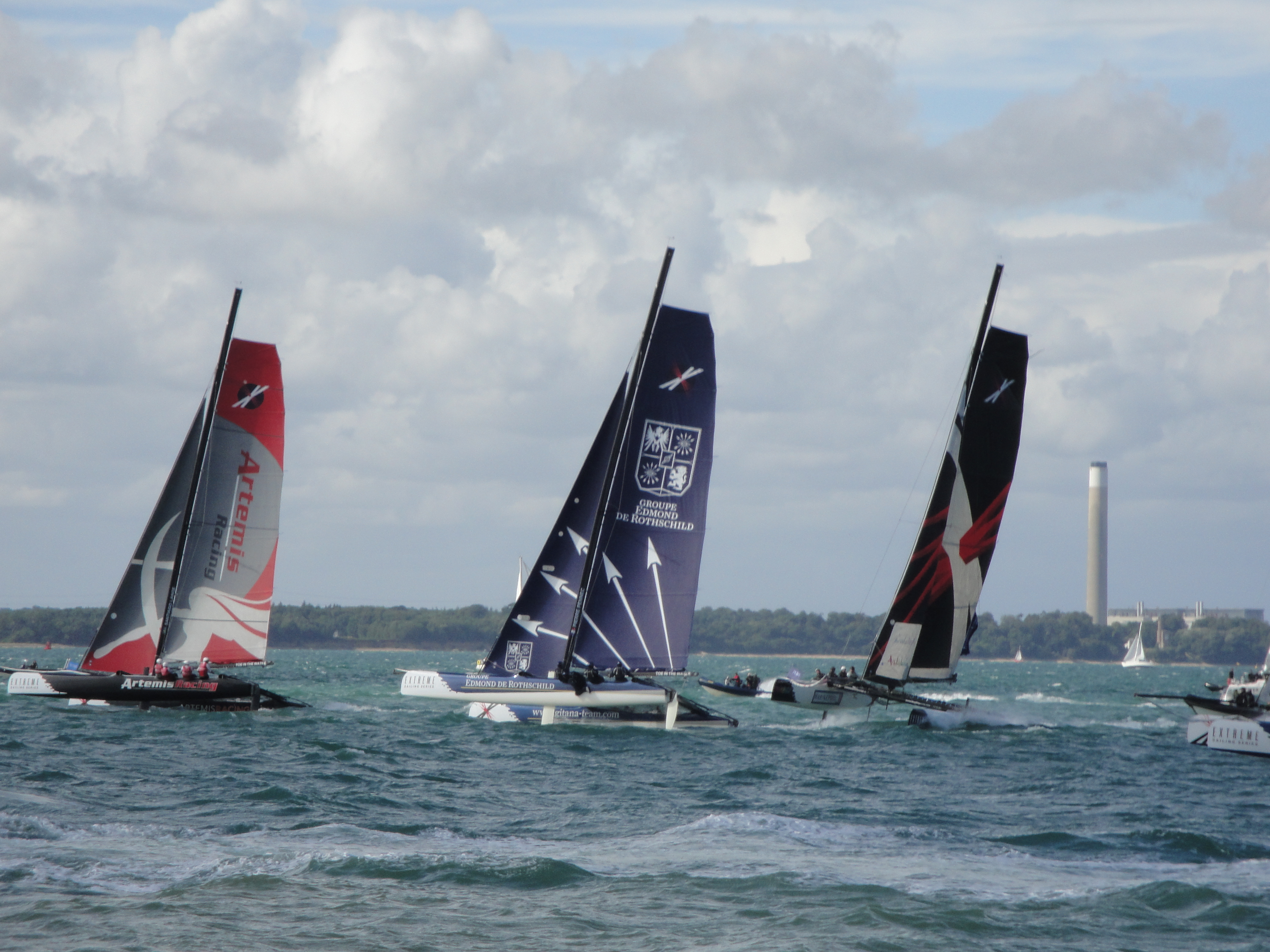
Zicht vanaf Egypt Point, Cowes op het eiland Wight tijdens Cowes Week in 2011

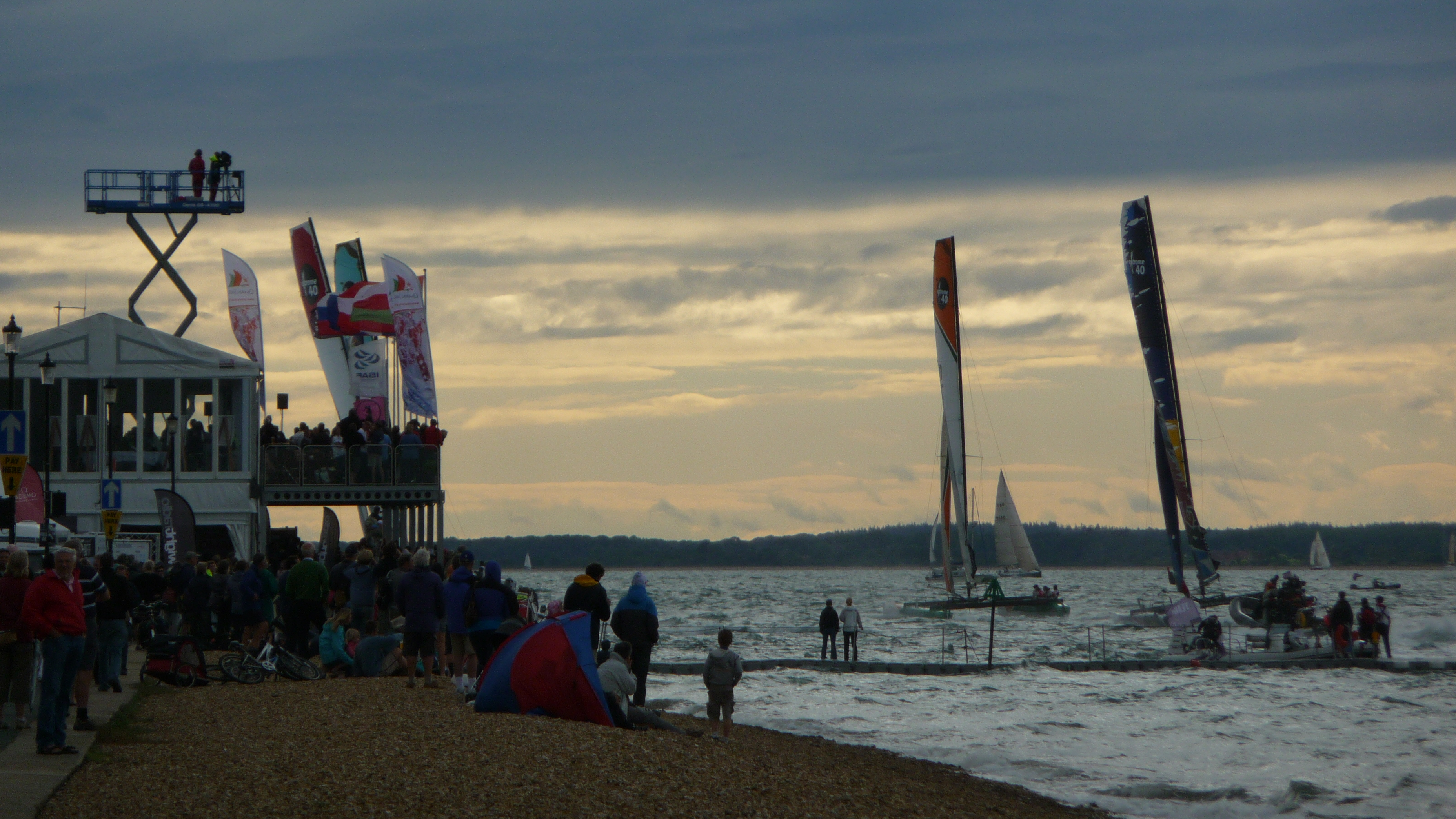
Wedstrijdpubliek bij de Cowes Week 2010

De Extreme 40, ook wel geschreven als X40, is een scheepsklasse van zeilcatamarans, bedoeld voor regatta's langs kusten en in havens en binnenwateren. De klasse is erkend door de ISAF.
De boot is in 2005 ontworpen door fabrikant TornadoSport en de olympisch kampioenen Yves Loday en Mitch Booth. Het idee ontstond door in gedachte de Tornadoklasse te verdubbelen in afmetingen. Op hoofdlijnen is het ook werkelijk een Tornado in schaal 2:1. De belangrijkste ontwerpdoelstellingen waren grote snelheid en de mogelijkheid om de boot inclusief een boottrailer te vervoeren in een 40-voets container. Volgens de ontwerpers kan de boot door drie mensen vanuit de container in zes uur zeilklaar gemaakt worden. Met zijn honingraatconstructie tussen twee lagen hars-geïmpregneerde koolstofvezel is de Extreme 40 een relatief sterke en lichte catamaran van 40 voet (12,19m) lang. De Extreme 40 biedt ruimte aan een bemanning van vier mensen en een gast, bijvoorbeeld een sponsor. De wedstrijdregels staan vijf bemanningsleden toe als dit allen vrouwen zijn, maar de wedstrijdleiding heeft de vrijheid deze uitzondering al dan niet toe te laten.
Bij een windsnelheid van 20 tot 25 knopen (ongeveer 40 km/h) kan de Extreme 40 op vlak water in theorie een snelheid bereiken van 35 knopen, rond de 60 km/h, en die snelheid wordt in wedstrijden ook bijna gehaald. Ook bij lagere snelheden komt een romp van de Extreme 40 al gauw uit het water, zelfs al bij een briesje van 8 knopen, 15 km/h. Bij wedstrijden, waar op het scherp van de snede gevaren wordt, kapseizen deze catamarans dan ook regelmatig.

## Wedstrijden
De wedstrijden duren gewoonlijk niet langer dan twintig minuten. Een prestigieuze en commercieel sterk uitgebate reeks is de Extreme Sailing Series. In 2012 werd achtereenvolgens geracet in Masqat, Qingdao, Istanboel, Porto, Cardiff, Nice en Rio de Janeiro, soms met meerdere wedstrijden bij dezelfde stad.
De reeks begon in 2007 in Europa en is in 2010 uitgebreid naar Azië. In 2011 omvatte de reeks ook Noord-Amerika en van 2012 tot 2016 is Zuid-Amerika opgenomen in het reisschema. Daar wordt gestreden worden op het Olympische water van Rio de Janeiro. Extreme 40 is overigens geen Olympische klasse. Bekende namen in dit circuit zijn Loick Peyron, Ian Williams, Roman Hagara, Charlie Ogletree, Torben Grael en Bernard Labro.

## Regulering
Evenals de Tornado is de Extreme 40 een gesloten klasse: uitrusting en uitvoering die in de reglementen niet beschreven worden, zijn daarmee automatisch verboden. Ook mag gereglementeerde uitrusting alleen betrokken worden bij leveranciers die gecertificeerd zijn door Extreme Sailing Series S.A, de regulerende instantie (Class Authority) voor deze klasse. De regels strekken zich zelfs uit tot het maximale gewicht van de kleding van de bemanning. De inspecties en tenuitvoerlegging van de regels zijn toevertrouwd aan XTEC, de technische commissie.